# دیتر زمستان
دیتر زمستان (انگلیسی: Dieter Winter؛ زادهٔ ۱۷ آوریل ۱۹۵۴) بازیکن فوتبال اهل آلمان است.